# Galium campanelliferum
Galium campanelliferum är en måreväxtart som beskrevs av Friedrich Ehrendorfer och Schönb.-tem.. Galium campanelliferum ingår i släktet måror, och familjen måreväxter. Inga underarter finns listade i Catalogue of Life.